# Strontium Dog
Strontium Dog är en tecknad serie som publiceras i den brittiska serietidningen 2000 AD.
Seriens huvudperson är Johnny Alpha - en mutant och prisjägare med en samling fantastiska manicker och vapen. Serien skapades 1978 av John Wagner (under pseudonymen T. B. Grover) och tecknaren Carlos Ezquerra för Starlord (en kortvarig science fiction-serietidning). När Starlord lades ned flyttades serien över till 2000 AD. 1980 blev Alan Grant medförfattare till Wagner, men serien hade normalt sett Grant som officiell författare. 1988 till 1990 skrev Grant serien ensam.

## Bakgrund
Kärnvapenkrig ledde till att ett ansenligt antal mutanter uppstod på grund av det följande radioaktiva nedfall med Strontium-90. Kriget "The Great War of 2150" utplånade 70 % av Storbritanniens befolkning och lämnade efter sig ett ökat antal mutanter. Mutanterna möttes med avsky från de så kallade "norms" som instiftade nya lagar som förbjöd mutanter från att äga företag och driva verksamheter, vilket ledde till att mutanterna segregerades i getton liknande Milton Keynes. 2180 är prisjägare ett av de få jobben som finns kvar för mutanter - ett jobb som anses för smutsigt för normala människor. De starkaste mutanterna jagar brottslingar genom galaxen åt Search/Destroy-byrån, vars utmärkande bricka med bokstäverna "SD" har gett upphov till smeknamnet Strontium Dogs. SD-agenterna verkar från rymdstationen "The Doghouse" i omloppsbana runt jorden.
Mutanterna i Strontium Dog skiljer sig från den vanliga skildringen av mutanter i amerikanska serietidningar (exempelvis Marvel) på grund av att de ofta är svårt vanställda istället för att ha övermänskliga krafter. Detta leder ofta till dråpligheter och att karaktärers namn är ordlekar - till exempel Spider-Dan i "Young Middenface" och den walesiska mutanten med dödskalleansikte Dai the Death i "Strontium Dog: Traitor To His Kind".
2000 AD:s standard till trots, kan handlingen i Strontium Dog vara bisarr. I en berättelse reser Johnny Alpha till en alternativ dimension som liknar helvetet. In en annan skickas han med en tidsmaskin till 1945 för att arrestera Adolf Hitler.
I serien visades jorden sällan och när den gjordes det låg fokus ofta på New Britain - Storbritannien efter det förödande kärnvapenkriget. Den är mer lik dagens Storbritannien än vad Brit-Cit i Judge Dredd är, men innehåller områden som drabbats hårt av kärnvapen, till exempel Greater London Crater och Birmingham Gap. Den svävande byggnaden av Upminster innehåller både parlamentet och monarkin. Mutanterna i New Britain lever i fattigdom i getton, isolerade från den mänskliga befolkningen.

## Johnny Alpha
Den mest kända och respekterade SD-agent är Johhny Alpha - en mutant som kan se genom väggar och läsa tankar med sina ögon. Han är en legend som är känd för att ha förstört Walrog-planeten, lett mutantupproret på jorden och fört Adolf Hitler till framtiden för att stå inför rätta. Hans legendariska karriär och hans hjälpsamhet till mutanter i nöd - som till exempel att donera en stor summa pengar till gettot Milton Keynes i Mutant's Luck - har gjort honom till en ikon för jordens mutanter. Han är en mycket skicklig och farlig krigare.
Alpha är en hängiven prisjägare som aldrig ger upp jakten på sitt byte. Han arbetar för pengar men har ett samvete som gör att han ibland åtar sig en uppgift men avstår från betalning eller släpper uppgiften helt och hållet - i The Doc Quint Case vände han och räddade istället mannen han jagade. Han kan också vara mycket hämndlysten när han retats upp, vilket visas på hans handlingar mot Nelson Kreelman och Max Bubba.
Hans far Nelson Kreelman är en trångsynt politiker som formulerade antimutantlagarna och fick makt genom att utnyttja folks trångsynthet. Föraktad, misshandlad och gömd av sin far, rymde Alpha som ung och anslöt sig till Mutantarmén och blev en av dess viktigaste ledare vid 17 års ålder. Han hade en stor roll i mutantupproret 2167. Han har en "normal" syster, Ruth, som är gift med Nigel samt har en dotter. Hon och hennes familj har traditionellt varit vänligt sinnad mot Alpha och hon hjälpte även honom under mutantupproret. Efter att hennes dotter blivit bortrövad och nästan mördad av en brottsling som sökte hämnd på Alpha, förbjöd hon honom att komma i närheten av hennes familj igen.